# Schránka (software)
Schránka (anglicky clipboard) je v informatice prvek aplikace nebo shellu, který uživateli umožňuje v rámci jednoho programu (schránka aplikace) nebo mezi programy (schránka shellu) pohodlným způsobem přenášet data. Ačkoli pojetí dat je v koncepci schránky obecné, kvůli čemuž tato může pojmout principielně nejen jakýkoli jejich formát, ale též objem, charakter a rozsah dat přechovávaných ve schránce nejčastěji odpovídá obsahu jednoho souboru či jeho části — uživatel do schránky nejběžněji vkládá hypertextový odkaz, odstavec textu nebo obrázek; zvláštním, přesto však častým příkladem využití schránky, v tomto případě schránky shellu, a to takového, jenž je i správcem souborů, je kopírování nebo přesouvání souborů či složek — do schránky se nedostávají přímo předmětné soubory či složky, nýbrž jen jejich „soupis“.
S rozšířením desktopových prostředí se schránka stala široce používanou a velmi obtížně zastupitelnou. Bez tohoto nástroje by nebylo triviální v jakémkoli textovém poli zduplikovat znak, který není k dispozici v rozložení kláves uživatele, zkopírovat telefonní číslo v jednoduchém textovém editoru ze záhlaví dokumentu do jeho těla ani v propracovaném tabulkovém procesoru přenést vzorec pro výpočet hodnoty z jedné buňky do jiné. Schránka je nedílnou součástí moderních v textových i grafických uživatelských rozhraní.

## Obsluha schránky
Uživatel se schránkou pracuje prostřednictvím trojice jednotně pojmenovávaných akcí — vyjmout (anglicky Cut), kopírovat (anglicky Copy) a vložit (anglicky Paste). Kopírování znamená náhradu obsahu schránky označenými daty, vyjmutí je kopírování obohacené o odstranění dat z místa původu a vložení provede vykopírování (nikoli přesunutí) dat ze schránky do vybraného umístění.

### Klávesové zkratky
Jak již bylo nastíněno výše, napříč operačními systémy a aplikacemi pro práci se schránkou existují univerzální klávesové zkratky:
- vyjmout — původně ⇧ Shift+Del, nověji také Ctrl+X;
- kopírovat — původně Ctrl+Ins, nověji také Ctrl+C;
- vložit — původně ⇧ Shift+Ins, nověji také Ctrl+V.

Příčinu zavedení druhé skupiny klávesových zkratek, k čemuž došlo přibližně v době nástupu desktopových prostředí, lze spatřovat v menších nárocích na lidskou paměť, případně taktéž v kratším zápisu těchto kombinací.
Přiřazení kláves X, C a V, které se v tomto pořadí nacházejí v anglickém — pro počítače výchozím — rozložení klávesnice, akcím vyjmout, kopírovat a vložit v uvedeném pořadí je oporou pro to, aby jednotlivé akce byly ve svém výčtu řazeny tímto způsobem (např. v menu).

## Schránka shellu
Schránka shellu je pro čtení i zápis dostupná všem pod danou instancí shellu běžícím programům (instancí shellu může být více, a od doby, co popularitu získaly operační systémy dovolující současné přihlášení více uživatelů, je to pravidlem).

### Vyjímání, kopírování a vkládání souborů a složek
Schránka vedle operace Drag and Drop často představuje jediný způsob, jak ve výchozích grafických shellech (jež mívají též roli správce souborů) provést zkopírování nebo přesunutí souborů nebo složek. Vzhledem k tomu, že velikost operační paměti (resp. virtuální paměti), v níž schránka sídlí, je v principu řádově menší než kapacita vnější paměti a rovněž než maximální velikost souboru, umísťovat celé soubory do schránky by bylo nemyslitelné. Z tohoto důvodu si schránka pouze poznamenává, s jakou adresářovou strukturou byla provedena akce kopírovat, popř. vyjmout.
Uplatněný přístup od standardního chování schránky vykazuje následující odlišnosti:
- Předmětné objekty se do cíle zapíší v podobě odpovídající času vložení, nikoli vyjmutí či zkopírování.
- Ve schránce je vedeno, zda se do ní aktuální data dostala akcí vyjmout, nebo kopírovat.
- Vložením vyjmutých dat se schránka stane prázdnou.

Vyjmuté (a ještě nevložené) soubory a složky správce souborů zpravidla nezobrazuje řádně, kupř. jejich ikony a názvy vykresluje průhledně.

### Nástroje pro správu schránky shellu
Jednou z vlastností schránky, která s jejím rostoucím významem začala být pociťována rušivě, je, že každé vyjmutí nebo zkopírování vede k tomu, že její dřívější obsah přestane být dosažitelný, resp. že schránka shellu je v jedné jeho instanci jen jedna. Nejen kvůli tomuto byly vytvořeny aplikace ke správě schránky shellu a do sofistikovaných programů, kupř. aplikací sady Microsoft Office, byly zabudovány zmíněný nežádoucí jev adresující nástroje.

## Schránka aplikace
I když aplikace mohou implementovat vlastní způsoby obsluhy schránky, zvyklostí je chování schránky shellu v aplikaci ponechat transparentní, stejně jako jednotlivé operace nad schránkou, to striktně v pořadí vyjmout–kopírovat–vložit, uvádět v hlavních a kontextových nabídkách, v hlavních v sekci Úpravy (anglicky Edit); dalším územ, respektovaným rozsáhle, je pro operace používat už zavedené klávesové zkratky.